# ناصر عجم
ناصر عجم (زاده ۱۲۹۶ اهواز - درگذشته ؟) سیاست‌مدار و مدیر اجرایی ایرانی بود، که در دوره بیست و دوم مجلس شورای ملی به‌عنوان نماینده اهواز از استان خوزستان در مجلس شورای ملی حضور داشت. وی از سال ۱۳۴۲ تا ۱۳۴۶ شهردار اهواز بود.